# Starčevo, Pančevo
Starčevo (izvirno srbsko Старчево) je naselje v Srbiji, ki upravno spada pod Mesto Pančevo; slednja pa je del Južnobanatskega upravnega okraja.

## Demografija
V naselju živi 6009 polnoletnih prebivalcev, pri čemer je njihova povprečna starost 38,2 let (36,8 pri moških in 39,7 pri ženskah). Naselje ima 2432 gospodinjstev, pri čemer je povprečno število članov na gospodinjstvo 3,13.
To naselje je, glede na rezultate popisa iz leta 2002, v glavnem srbsko, a v času zadnjih 3 popisov je opazen porast števila prebivalcev.
|  |

| Demografija | Demografija     | Demografija     |
| Leto        | Št. prebivalcev | Št. prebivalcev |
| ----------- | --------------- | --------------- |
|             |                 |                 |
|             |                 |                 |
|             |                 |                 |
|             |                 |                 |
| 1948        | 3880            |                 |
| 1953        | 3676            |                 |
| 1961        | 4854            |                 |
| 1971        | 6545            |                 |
| 1981        | 7304            |                 |
| 1991        | 7579            | 7448            |
| 2002        | 7917            | 7615            |
|             |                 |                 |

| Etnična sestava po popisu iz leta 2002 | Etnična sestava po popisu iz leta 2002 | Etnična sestava po popisu iz leta 2002 | Etnična sestava po popisu iz leta 2002 | Etnična sestava po popisu iz leta 2002 |
| -------------------------------------- | -------------------------------------- | -------------------------------------- | -------------------------------------- | -------------------------------------- |
| Srbi                                   | Srbi                                   |                                        | 6.205                                  | 81,48%                                 |
| Hrvati                                 | Hrvati                                 |                                        | 349                                    | 4,58%                                  |
| Jugoslovani                            | Jugoslovani                            |                                        | 204                                    | 2,67%                                  |
| Madžari                                | Madžari                                |                                        | 111                                    | 1,45%                                  |
| Romi                                   | Romi                                   |                                        | 88                                     | 1,15%                                  |
| Slovaki                                | Slovaki                                |                                        | 74                                     | 0,97%                                  |
| Makedonci                              | Makedonci                              |                                        | 60                                     | 0,78%                                  |
| Črnogorci                              | Črnogorci                              |                                        | 36                                     | 0,47%                                  |
| Romuni                                 | Romuni                                 |                                        | 30                                     | 0,39%                                  |
| Bolgari                                | Bolgari                                |                                        | 27                                     | 0,35%                                  |
| Nemci                                  | Nemci                                  |                                        | 15                                     | 0,19%                                  |
| Muslimani                              | Muslimani                              |                                        | 15                                     | 0,19%                                  |
| Čehi                                   | Čehi                                   |                                        | 8                                      | 0,10%                                  |
| Rusi                                   | Rusi                                   |                                        | 5                                      | 0,06%                                  |
| Albanci                                | Albanci                                |                                        | 3                                      | 0,03%                                  |
| Slovenci                               | Slovenci                               |                                        | 2                                      | 0,02%                                  |
| Bunjevci                               | Bunjevci                               |                                        | 2                                      | 0,02%                                  |
| Ukrajinci                              | Ukrajinci                              |                                        | 1                                      | 0,01%                                  |
| Bošnjaki                               | Bošnjaki                               |                                        | 1                                      | 0,01%                                  |
| Neznano                                | Neznano                                |                                        | 303                                    | 3,97%                                  |